# Metroid Prime
Metroid Prime — компьютерная игра, разработанная Retro Studios и изданная Nintendo для Nintendo GameCube, выпущена в Северной Америке 19 ноября 2002 года. Это первая часть в серии игр Metroid, действие которой происходит в трёхмерном окружении. Хотя сама игра выглядит как шутер от первого лица, сама Nintendo определяет жанр как приключение от первого лица (англ. First-Person Adventure), по той причине, что в игре очень сильны элементы исследования окружающего мира. В Северной Америке игра также была первой выпущенной частью со времён Super Metroid, вышедшей в 1994. В остальных странах Metroid Prime по времени была выпущена после Metroid Fusion.
Metroid Prime — первая часть из трилогии Prime, действие которой происходит между оригинальной Metroid и Metroid II: Return of Samus. Как и в предыдущих играх серии, сюжет Metroid Prime разворачивается в научно-фантастическом мире, а игрок управляет главной героиней — наёмным охотником Самус Аран. Сам сюжет строится вокруг противостояния Космическим Пиратам и их экспериментам на планете Tallon IV.
Несмотря на опасения любителей серии, что переход в 3D испортит геймплей, игра получила высокие оценки критиков и была коммерчески успешной — в Северной Америке было продано более одного миллиона копий. Игра была признана одной из лучших за все времена.
9 февраля 2023 была выпущена обновлённая версия для Nintendo Switch.

## Игровой процесс
Как и в предыдущих играх серии, действие Metroid Prime происходит в большом нелинейном мире, состоящем из разных регионов, соединённых лифтами. Каждый регион состоит из множества комнат, разделённых дверями, открывающимися выстрелом из правильно подобранного оружия. В основу игрового процесса заложены решение загадок, поиск секретных областей, прыжки по платформам и перестрелки с врагами. В последнем случае хорошо помогает игровой механизм захвата цели, позволяющий маневрировать вокруг врага, держа его на мушке. Хотя большую часть времени в игре используется вид от первого лица, в режиме Morph Ball — когда Самус сворачивается в клубок — камера переключается на вид от третьего лица.
Протагонист, Самус Аран, исследует игровой мир в поисках Артефактов Чозо, которые могут открыть доступ в зону падения метеорита, содержащего Фазон. Во время поисков игрок находит различные улучшения, позволяющие проникнуть в прежде недоступные места. Например, костюм Varia Suit имеет защиту от высоких температур, позволяя передвигаться в зоне вулканов. Некоторые из предметов могут быть получены в схватках с боссами и мини-боссами, встречающимися во всех регионах, кроме Пещер Магмура.
Вид от первого лица симулирует вид изнутри шлема Самус, и предоставляет игроку радар, карту, индикацию количества ракетных зарядов, шкалу собственного здоровья и шкалу жизней боссов рядом с их именем. Изображение может сильно меняться в зависимости от используемого визора: стандартного, тепловизора, рентгеновского и сканера, позволяющего обнаруживать слабые места врагов и взаимодействовать с различными устройствами, вроде силовых полей и лифтов. В Metroid Prime также встроена система подсказок, в общем виде описывающая игроку, куда он может двигаться дальше.
Metroid Prime имеет продвинутую сюжетную линию, что является главным отличием от предыдущих частей. Перед важными битвами проигрываются короткие ролики. Сканирующий Визор можно использовать для чтения записей Чозо и Космических Пиратов.

### Предметы
На протяжении всего действия, игрок должен искать и собирать предметы, улучшающие арсенал и костюм Самус Аран, что включает в себя усовершенствование оружия, брони, а также предметы, дающие различные возможности. Среди прочих есть улучшение Morph Ball (Клубок), дающее возможность проникать в узкие проходы и закладывать энергетические бомбы; есть Grapple Beam (Хватающий Луч), напоминающий по действию крюк-кошку и позволяющий цепляться за специальные Точки Захвата, для того, чтобы перебираться через различные пропасти и провалы.
Присутствуют предметы из предыдущих частей Metroid, с видоизменённой функциональностью. Можно открывать галереи рисунков и различные концовки — в том случае, если игрок накапливает достаточное количество предметов и достаточное количество записей, поступающих со Сканирующего Визора. Metroid Prime — первая игра серии, объясняющая причину, почему в начале повествования экзоскелет Самус не обладает всеми доступными улучшениями, собранными в предыдущих частях. Аран начинает действовать, имея несколько улучшений, но теряет их в результате взрыва на корабле Космических Пиратов.
Игра вышла в один день с Metroid Fusion, и Nintendo добавила дополнительные возможности, доступные владельцам обеих игр: если подключить Game Boy Advance с Metroid Fusion к GameCube через специальный шнур, в Metroid Prime появлялись доступ к экзоскелету Fusion Suit из портативной игры и возможность сыграть в оригинальную версию Metroid.

### Новые предметы
- Spider Ball — позволяет клубку цепляться за стены или потолок и перемещаться по ним.
- Phazon Suit — позволяет Самус войти в Кратер. Это повлияет на концовку игры где Главный Метроид (Metroid Prime) в случае воскрешения сливается с костюмом, превращаясь в Тёмную Самус (Dark Samus) только если игрок собрал 100 % вещей.

## Сюжет
Действие трилогии Прайм происходит между событями Metroid и Metroid II: Return of Samus.
Игра начинается с того, что Самус Аран получает сигнал бедствия с фрегата Космических Пиратов Орфеон (Orpheon), чья команда была уничтожена своими же экспериментальными генно-модифицированными солдатами. Проникнув вглубь корабля, Самус бьётся с Королевой Паразитов, гигантской мутировавшей версией мелких паразитов, время от времени встречающихся на корабле. Будучи побеждённой, Королева Паразитов падает в ядро реактора корабля, положив начало уничтожению последнего. Когда Самус спасается с обречённого фрегата, её имеющиеся улучшения костюма повреждаются электрическим ударом, и она видит Мета-Ридли (Meta-Ridley) — кибернетическую версию Ридли (Ridley). Перед тем как начать преследовать его, она видит, что он направляется в сторону планеты Tallon IV.
Сначала Самус приземляется в центральном регионе Таллона IV, дождливом месте, напоминающем тропический лес. Она обнаруживает Руины Чозо, остатки цивилизации Чозо на Таллоне IV, которая была уничтожена падением метеорита, содержащего отравляющую субстанцию фазон и существо, которое Чозо называли «Червь». На Таллоне Самус находит дворец Чозо, и обнаруживает, что дворец содержит печать, закрывающую доступ к месту падения метеорита, которую Космические Пираты пытаются взломать. Силовой Барьер питается силой двенадцати артефактов Чозо, которые надо отыскать, чтобы открыть дорогу к кратеру.
Аран двигается в Пещеры Магмура — соединённые между собой подземные туннели, наполненные магмой. Пещеры используются Пиратами в качестве источника геотермальной энергии, а также служат локацией, предоставляющей переходы во все остальные регионы. Следуя по туннелям, Самус попадает на Дрейфующие Льды Фендраны, холодную гористую местность, служащую домом для древних руин Чозо, лабораторий Космических Пиратов, используемых для содержания Метроидов. В обледеневших пещерах и долинах региона живут электрические и ледяные существа. Получив на Фендране Гравитационный Костюм, Самус изучает внутренности потерпевшего крушение корабля Пиратов — Орфеона, а затем проникает в Рудники фазона, являющиеся комплексом по добыче и исследованиям, и командным центром Пиратов на Таллоне IV. Здесь она бьётся с Космическими Пиратами, усовершенствованными фазоном, и после победы над монстроидальным мутировавшим Пиратом Омега, получает Фазоновый Костюм.
Во время своих исследований на Таллоне IV, Аран находит двенадцать ключей к Дворцу Артефактов и записи, оставленные Чозо и Пиратами. Записи предоставляют некоторую информацию об истории планеты, колонизации её двумя расами и некоторую другую информацию. Когда Самус помещает ключи на свои места, появляется Мета-Ридли и атакует её, но падает, побеждённый Самус и оборонительной артиллерией дворца. Артефакты Чозо и Фазоновый Костюм позволяют Аран войти в Кратер, где она находит мутировашую под действием фазона тварь, называемую Главный Метроид (Metroid Prime). После поражения, Главный Метроид крадёт Фазоновый Костюм Самус, оставляя её с Гравитационным Костюмом. Самус покидает обваливающийся Кратер и улетает с Таллона IV на своём корабле. В том случае, если игрок собрал 100 % предметов, в титрах показывают, как Главный Метроид использует Фазоновый Костюм для восстановления своего тела и превращается в существо, знакомое как Тёмная Самус (Dark Samus) — главный враг во второй и третьей части серии Prime.

## Разработка
После выхода Super Metroid на SNES следующее крупное продолжение в серии Metroid ожидалось на Nintendo 64, но, хотя игра была объявлена, она так и не была создана. Разработчик Сигэру Миямото объяснил это тем, что Nintendo «не смогла выдать никаких конкретных идей».
С конца 1990-х годов компания начала работать над проектом Dolphin — прототипом будущей консоли GameCube. Для создания игр для неё Nintendo заключила договор с новообразованной студией Retro Studios, основанной выходцем из Acclaim Studios Austin (бывшая Iguana Entertainment) Джеффом Спангенбергом. Согласно контракту, студия обязывалась начать разработку четырёх игр для GameCube, используя трёхмерный движок от игры Turok: Dinosaur Hunter, ранее разработанной в стенах Iguana Entertainment и являвшейся временным эксклюзивом для Nintendo 64. Под проекты студия наняла свыше 120 сотрудников, многие из которых имели опыт работы в игровой индустрии в компаниях Valve, LucasArts, id Software, Looking Glass Studios и Iguana Entertainment. Между тем, несмотря на инвестиции Nintendo и большое количество профессионалов в штате студии, все четыре проекта спустя год после начала разработки находились в удручающем состоянии, фактически существуя только на бумаге. Не последнюю роль в этом сыграло практически полное отсутствие менеджмента со стороны президента студии Спангенберга. Фактически, он появлялся в стенах студии раз в несколько месяцев, мало интересуясь делами компании, а контроль со стороны Nintendo of America, с которой был заключен контракт на разработку, был чисто номинальным. Команды разработки были предоставлены сами себе.
В 2000 году японское подразделение Nintendo решило провести аудиторскую проверку состояния дел по проектам для предстоящей к выходу GameCube. Японская делегация, быстро оценив катастрофическое положение в Retro Studios, подвергла критике каждый аспект деятельности компании. С точки зрения японцев, студия вообще не занималась разработкой игр. По указу Сигэру Миямото, возглавлявшего делегацию, штат студии был серьёзно сокращён, увольнению подвергались целые команды разработки. Не избежал этой участи даже основатель Джефф Спангенберг, которому, помимо самоустранения от руководства компании, инкриминировались роскошный образ жизни за счёт инвестиций Nintendo и поддержание работы порносайта на серверах студии. Nintendo выкупила долю Спангенберга во владении компании за 1 млн долларов и стала основным владельцем Retro Studios.
Несмотря на большое разочарование, Миямото увидел потенциал в четвёртом, неанонсированном, проекте студии, который должен был стать трёхмерной приключенческой игрой с тремя женскими протагонистами в главной роли. Заново пересобранная и теперь единственная команда студии была брошена на разработку одного проекта, для которого Миямото выделил права по франшизе Metroid.
Разработка шла в напряжённом режиме с многочисленными переработками по 80-100 рабочих часов в неделю и «кранчами», чтобы успеть к намеченным Nintendo срокам. Команда, поначалу не имевшая даже девкита GameCube, начала разработку с нуля под пристальным контролем Nintendo of Japan: Сигэру Миямото, Кэнсукэ Танабэ, Кэндзи Мики и дизайнер Metroid Ёсио Сакамото контролировали ход разработки на еженедельной основе, с обязательными ежемесячными телефонными конференциями. Это возымело плоды — спустя шесть месяцев команда смогла предоставить первый полностью играбельный уровень, который был одобрен Nintendo, ещё меньше года ушло на всё остальное. По настоянию Миямото игровой процесс игры был переделан с шутера от третьего лица на шутер от первого лица, поскольку Миямото уже имел негативный опыт разработки игр подобного жанра.
16 мая 2001 на E3 2001 компания впервые анонсировала проект под названием Metroid Prime. Игра вышла в Северной Америке 17 ноября 2002 года и вызвала фурор среди игроков и критиков, став одной из самых высокооценненных игр и безусловным хитом GameCube. Nintendo, планировавшая с выходом игры закрыть студию и тем самым зафиксировать убытки, пересмотрела свои намерения, и Retro Games продолжила работу над серией Metroid Prime, а также по другим игровым сериям Nintendo.

### Аудио
Кэндзи Ямамото с помощью Койти Кюмы написал для Metroid Prime музыку. Звуковая дорожка состояла из ремиксов треков из предыдущих частей — Миямото хотел «удовлетворить старых фанатов Метроида. Это что-то вроде подарка для них». Первая музыкальная тема в регионе Таллона является ремиксом темы локации «Brinstar» оригигального Metroid. Музыка в Пещерах Магмура — ремикс темы локации «Lower Norfair» из Super Metroid. А музыка, звучащая во время битвы с Мета Ридли — ремикс из битвы с Ридли части Super Metroid, темы, позже используемой в играх серии наиболее часто. Студия Томми Талларико помогала в разработке звуковых эффектов. Игра поддерживает Dolby Pro Logic II, что позволяет играть в неё с использованием технологии «звук вокруг». Для игры существует официальный саундтрек, называющийся «Metroid Prime and Fusion Original Soundtracks», выпущенный под руководством самого Ямамото.
В игре планировалось впервые озвучить главную героиню Самус Аран — от её имени должен был быть зачитан вступительный ролик, а также внутриигровые реплики, однако из всего материала, над которым работала нанятая актриса Дженнифер Хейл, в игре присутствуют только вскрики и вздохи, которые сопровождают различные события в игре, наподобие получения урона или прыжков героини.

### Версии
Metroid Prime был выпущен в трёх версиях: оригинальная Североамериканская версия; вторая версия, выпущенная в Северной Америке и Японии с решёнными техническими проблемами, вроде ошибки, вызывающей зависание игры при использовании лифтов, соединённых с регионом Руин Чозо; и европейская версия, с исправленными ошибками и некоторыми видоизменёнными элементами, которые предотвращали возможность прохождения игры не по сюжету (sequence breaking).
В европейской локализации логи были удалены или изменены, что выражалось в изменённой сюжетной линии и ином виде журнала записей. В некоторых начальных и конечных роликах был добавлен диктор. Некоторые из этих изменений остались и в переиздании «Выбор Игроков», вкупе с некоторыми изменениями, не встречающимися в других версиях вообще.
Перед выпуском Metroid Prime 2: Echoes в 2004 году, Nintendo выпустила бандл, состоящий из консоли GameCube платинового цвета и копии Metroid Prime со специальным вторым диском, содержащим трейлер, демоверсию для Echoes, хронологию выхода игр серии и галерею картинок.

## Принятие публикой
| Сводный рейтинг                              | Сводный рейтинг                                                               |
| Агрегатор                                    | Оценка                                                                        |
| -------------------------------------------- | ----------------------------------------------------------------------------- |
| GameRankings                                 | 96,33 %                                                                       |
| Metacritic                                   | 97/100                                                                        |
| Иноязычные издания                           |                                                                               |
| Издание                                      | Оценка                                                                        |
| Edge                                         | 9/10                                                                          |
| EGM                                          | 10/10                                                                         |
| Famitsu                                      | 33/40                                                                         |
| GameSpot                                     | 9,7/10                                                                        |
| GameSpy                                      | 96/100                                                                        |
| IGN                                          | 9,8/10                                                                        |
| Nintendo Power                               | 5/5                                                                           |
| Награды                                      |                                                                               |
| Издание                                      | Награда                                                                       |
| IGN                                          | Выбор Редакции, Лучшая игра для GameCube 2002 2002 Game of the Year runner-up |
| GameSpot                                     | Игра Года 2002                                                                |
| GameSpy                                      | Игра Года 2002                                                                |
| Edge                                         | Выбор Редакции, Игра Года 2002                                                |
| 6-я ежегодная Interactive Achievement Awards | Console First-Person Action                                                   |
| КРИ 2003                                     | Игра Года, Excellence in Level Design                                         |

Metroid Prime стал одной из самых продаваемых игр на GameCube. В Северной Америке в ноябре 2002 года игра была на втором месте по продаваемости, после Grand Theft Auto: Vice City. За одну неделю было продано 250000 копий. С тех пор в Америке было продано около 1,49 миллиона копий, что принесло более 50 миллионов долларов дохода. Также, Metroid Prime находится на восьмом месте по продажам в Австралии, а в Японии было продано более 78000 копий. В Европе игра продалась тиражом более 250000 экземпляров, получив статус «Выбор Игрока» в PAL-регионе.
Также, Metroid Prime был тепло встречен критиками, что включало в себя великолепную оценку со стороны Electronic Gaming Monthly, и множество наград Игра Года. Игра была расхвалена за свою детализированную графику, спецэффекты и изменяющееся окружение, соответствующие окружению музыку и звуковые эффекты, level design, захватывающую атмосферу и инновационный геймплей, сфокусированный на исследовании, остающийся верным стилю серии, в отличие от экшн-игр типа Halo. Были отмечены критиками и отрицательные стороны игры. Наибольшие претензии были к управлению, его Game Informer назвал неудобным; недостаточной фокусировке на сюжете, на что Entertainment Weekly отозвался сравнением Metroid Prime с аркадными играми 1990-х годов, переполненных битвами, впечатляющими спецэффектами, но очень слабым сюжетом; постоянным посещениям одних и тех же локаций — GamePro отметил, что «неопытному игроку может показаться утомительным бродить по старым местам снова, снова и снова».
Metroid Prime получила премию BAFTA в области игр 2004 года в номинации «Лучшая игра для GameCube».
На Game Rankings Metroid Prime стоит на шестом месте в списке игр всех времён со средней оценкой 96,264 % (на май 2008 года). Игра имеет наибольшее количество обзоров на консолях шестого поколения.
Metroid Prime была избрана в следующие списки лучших игр: 24 место в лучшей сотне IGN, 29 место в списке игр, выбранной пользователями GameFAQs, и 10 место в списке Nintendo Power Top 200. GameSpy отдал игре третье место в рейтинге лучших игр для GameCube, поставив её после The Legend of Zelda: The Wind Waker и Resident Evil 4. IGN, в подобном же рейтинге, дал игре первое место. Также, Metroid Prime стал весьма популярным среди хардкорных игроков за широкие возможности спидрана. Для обмена результатами скоростных прохождений были сформированы специализированные сообщества.

## Продолжения серии
После Metroid Prime было выпущено ещё три игры серии с таким же видом от первого лица, а также ответвление в виде пинбола. Первой игрой было продолжение — Metroid Prime 2: Echoes, выпущенное в ноябре 2004 года для GameCube. В этой части Самус прилетает на планету Aether и обнаруживает, что метеор из фазона, упавший на планету, создал параллельную реальность. Также ей приходится сражаться с неизвестным врагом — Тёмной Самус. Следующей игрой стал Metroid Prime Pinball, ответвление, созданное Fuse Games и выпущенное для в 2005 году для Nintendo DS. Действие игры происходит на локациях Metroid Prime с участием тамошних боссов.
Далее, для Nintendo DS, была выпущена игра Metroid Prime Hunters, действие которой происходит между Metroid Prime и Metroid Prime 2: Echoes. Демоверсия игры, названная Metroid Prime Hunters — First Hunt шла в комплекте с Nintendo DS, а полная версия появилась 20 марта 2006 года в Северной Америке и 5 мая 2006 в Европе. В этой части Самус пытается отыскать «совершенную силу» и во время поисков сражается против шести конкурирующих охотников. Игра была создана не Retro Studios, а филиалом Nintendo в Редмонде — Nintendo Software Technology. Игра более акцентирована на шутерной составляющей, чем первые две части Metroid Prime, автоприцеливание в ней отсутствует, и имеются различные многопользовательские режимы.
Следующим полноценным продолжением Metroid Prime стала Metroid Prime 3: Corruption, завершающий трилогию Prime. Она была выпущена 27 августа 2007 года для Nintendo Wii. В этой части Самус заражается фазоном после атаки Тёмной Самус. Последняя стала лидером Космических Пиратов и начала заражать планеты Семенами фазона — «Левиафанами». В Corruption изменился геймплей относительно первых двух частей: исчезло автонаведение на цель, взамен появилось свободное прицеливание при помощи Wii Remote; была убрана необходимость выбора между различными видами лучевого оружия, теперь улучшения оружия стали «наслаиваться» друг на друга, так что при получении нового улучшения оружие сохраняло все свойства предыдущих улучшений.
Четвёртая основная часть серии, Metroid Prime 4, была анонсирована во время презентации Nintendo Spotlight на E3 2017 и в настоящее время находится в разработке для Nintendo Switch. Изначально считалось, что игра будет разрабатываться не Retro Studios, а совершенно другой командой под руководством продюсера серии Кэнсукэ Танабэ. По данным сайта Eurogamer, совместно с Nintendo работал сингапурский офис Bandai Namco Studios, и в проекте участвовали некоторые сотрудники, работавшие над отмененной игрой Star Wars 1313. В 2019 году разработка Metroid Prime 4 была возобновлена с нуля, и проект стал разрабатываться Retro Studios.
Некоторые элементы из Metroid Prime появлялись и в других играх, например, в Super Smash Bros. Brawl: там в списке играбельных уровней доступен Фрегат Орфеон, на заднем плане уровня можно увидеть Королеву Паразитов, а в качестве музыки используются несколько треков из Prime. Игровой стиль и HUD Metroid Prime нашли продолжение и сходства в более поздних шутерах от первого лица, таких как Geist и Star Wars: Republic Commando.
В 2009 году Metroid Prime и Metroid Prime 2 стали доступны в Японии как часть серии New Play Control!. В обновленных версиях игры используется такое же управление с Wii Remote, как и в Metroid Prime 3.

### Remastered
8 февраля 2023 года, на презентации Nintendo Direct, была анонсирована улучшенная версия игры на Nintendo Switch под названием Metroid Prime Remastered. Переиздание вышло в цифровом издании на следующий день после анонса, а его физические копии поступили в розницу в конце того же месяца. Помимо улучшенной графики, эта версия отличается наличием нескольких схем управления, в том числе традиционной для игр от первого лица — с использованием обоих стиков геймпада.
Переиздание получило «всеобщее признание», согласно агрегатору Metacritic, но подверглось некоторой критике от разработчиков оригинальной версии из-за того, что их имена не были включены в заключителные титры переиздания.